# 帕迪·奥卡罗尔
帕迪·奥卡罗尔（英語：Paddy O'Carroll，？—），新西兰男子游泳运动员。他曾代表新西兰参加1966年大英帝国和英联邦运动会游泳比赛，获得男子440码混合泳接力铜牌。